# جون هولاند (رجل أعمال)
جون هولاند (بالإنجليزية: John Holland)‏ هو شخصية أعمال أمريكي، (و. 1838  م).